# Астен (Нідерланди)
Астен (нід. Asten) — муніципалітет і місто в Нідерландах, у провінції Північний Брабант.
Крім однойменного міста, до муніципалітету Астен входять села Гесден та Оммел.

## Топографія

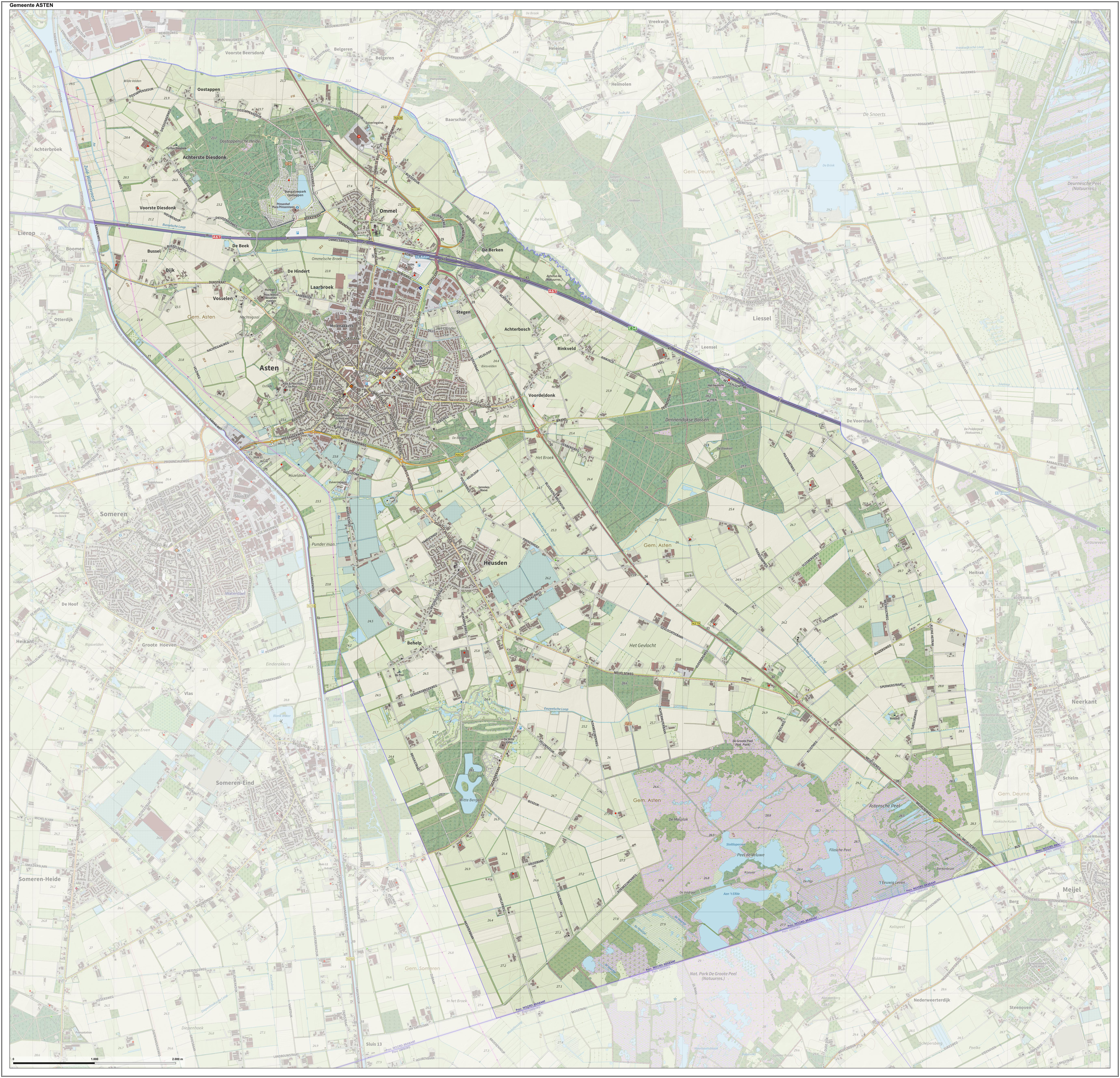
Торпографічна мапа муніципалітету Астен, червень 2015 року

## Галерея

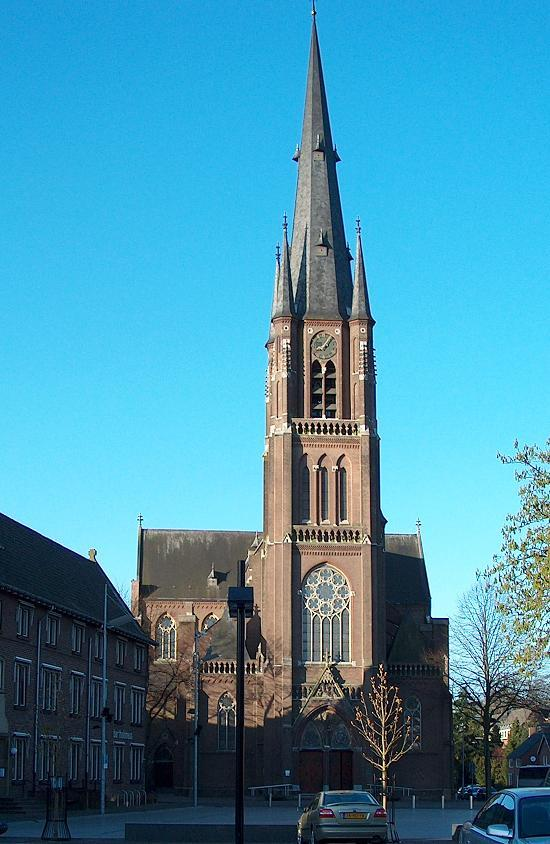
Церква св. Марії
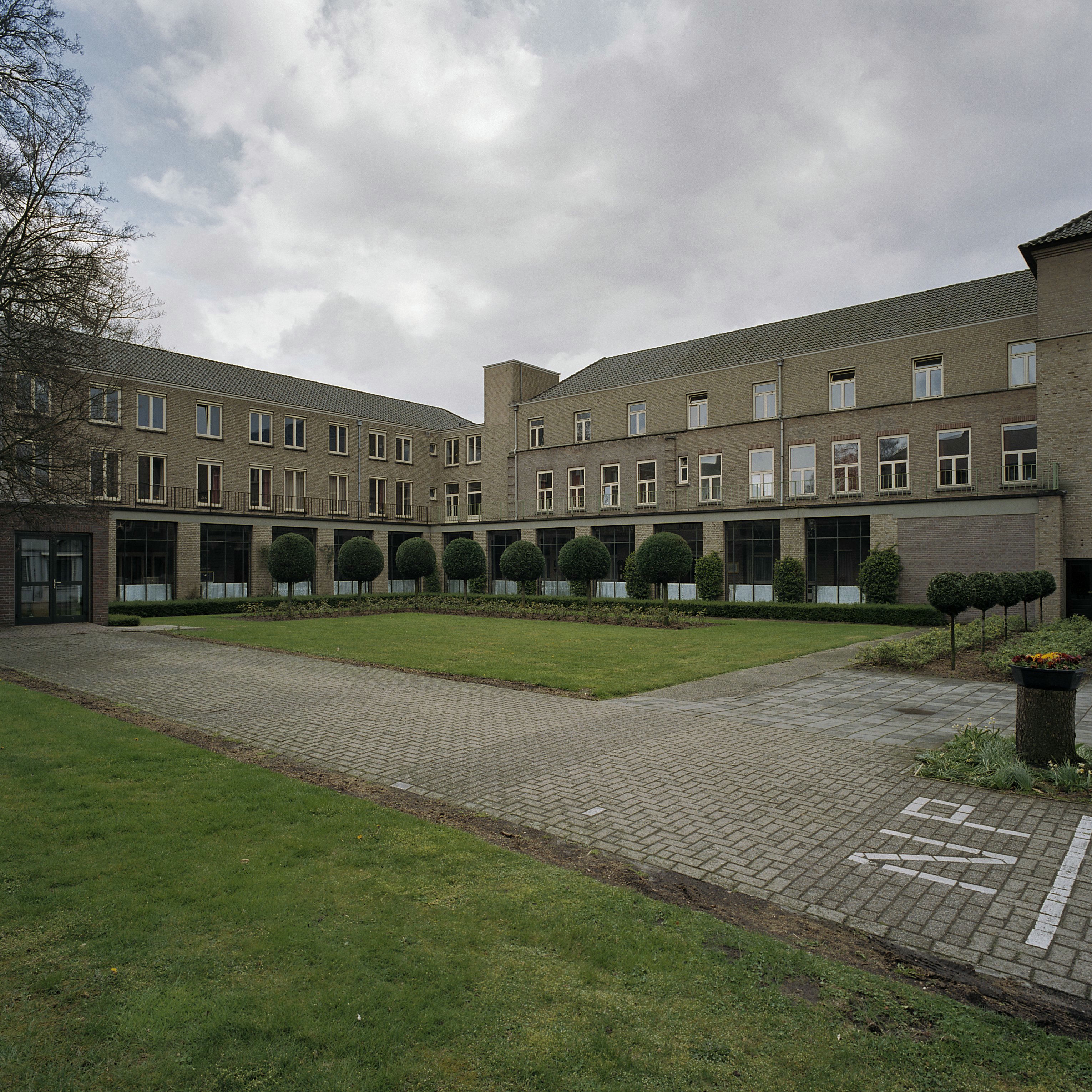
Вілла у місті
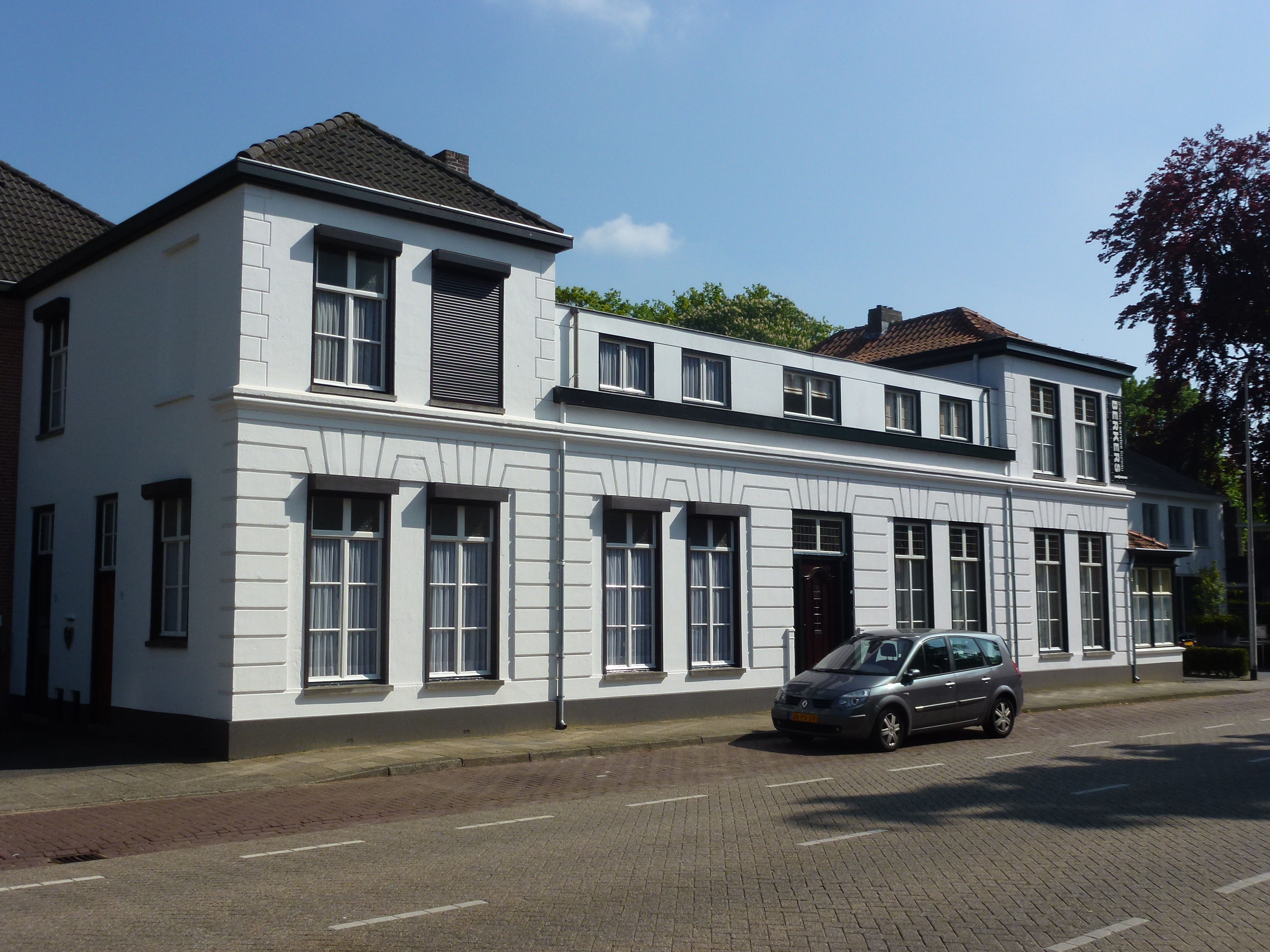
Вулиця Вілгелмінастрат
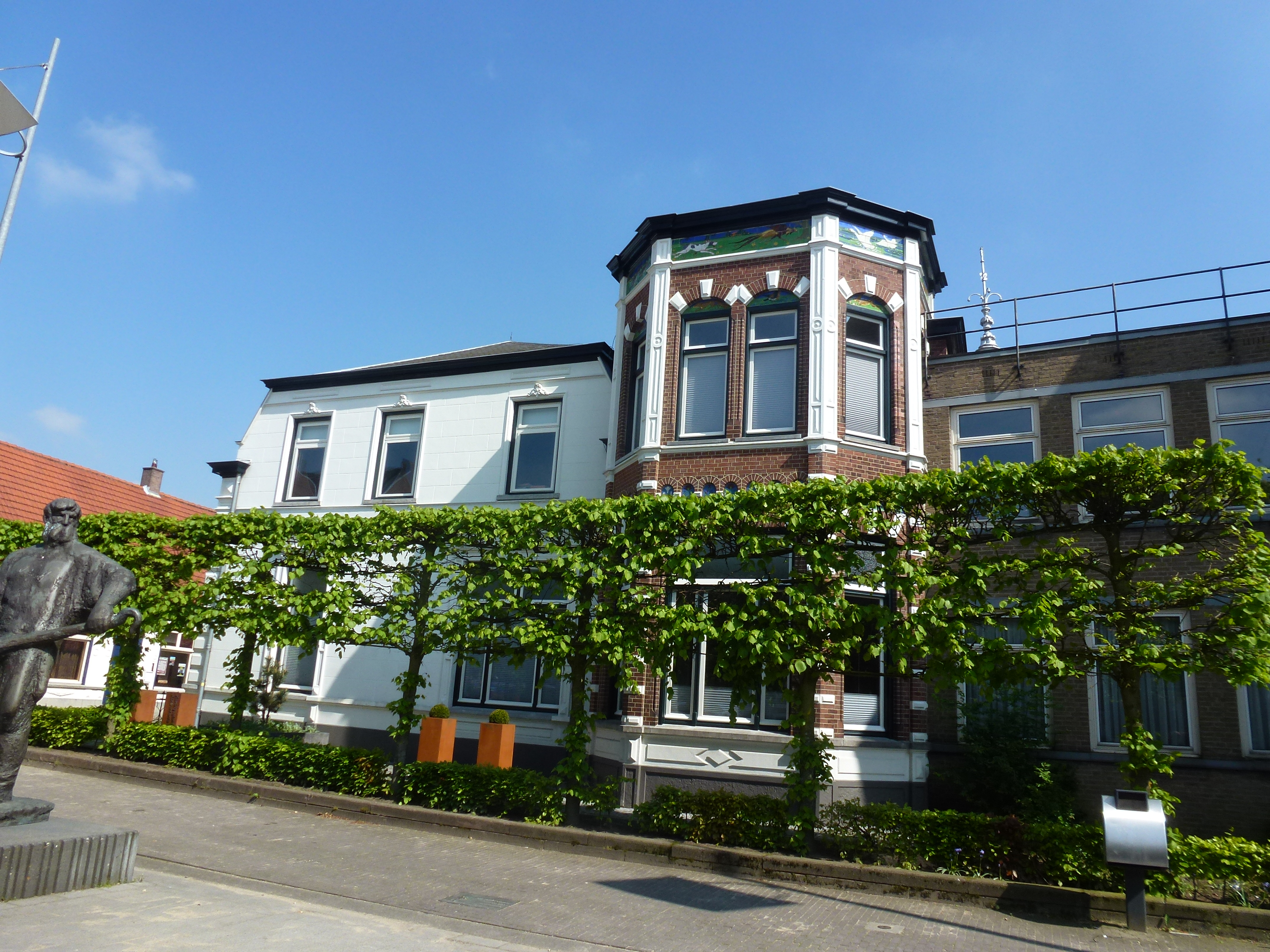
Вулиця Юліанастрат